# David Morrell
David Morrell (Kitchener, 24 de abril de 1943) é um romancista canadense-americano, mais conhecido por seu romance de estreia em 1972, First Blood, que foi adaptado para o cinema no filme Rambo, estrelado por Sylvester Stallone, e que depois teria várias continuações. Tem 28 romances publicados e traduzidos para 26 idiomas. Também escreveu o roteiros de quadrinhos para os personagens Capitão América, Homem-Aranha e Wolverine.

## Vida pregressa
David Morrell nasceu em 24 de abril de 1943 no município de Kitchener da província de Ontário no Canadá. Decidiu aos 17 anos de idade tornar-se um escritor, inspirado pelos roteiros da série americana de televisão clássica Route 66. Em 1966, Morrell recebeu seu diploma de bacharel de artes em inglês na Universidade de St. Jerome e mudou-se para os Estados Unidos para estudar com o estudioso de Hemingway, Philip Young, na Universidade Estadual da Pensilvânia, onde recebeu seu mestrado em artes e doutorado em filosofia em literatura americana.

## Carreira
Durante seu tempo na Universidade Estadual da Pensilvânia, ele conheceu o escritor de ficção científica Philip Klass, mais conhecido pelo pseudônimo William Tenn, que lhe ensinou os fundamentos da escrita de ficção. David Morrell começou a trabalhar como professor associado de literatura americana na Universidade de Iowa em 1970, se tornando professor integral em 1977.
Em 1972, seu primeiro romance First Blood foi publicado, um Thriller de ação sobre o veterano da Guerra do Vietnã que se tornou um andarilho John Rambo, que ao ser preso por vadiagem e resistência à prisão, experimenta flashbacks de seus dias como prisioneiro de guerra no Vietnã, ataca e foge da polícia e se torna o foco de uma caçada humana que resulta na morte de muitos policiais, civis e guardas nacionais. O livro foi elogiado pela critica, e adaptado para o cinema em 1982 no filme First Blood (Rambo: Programado para Matar, no Brasil ou Rambo: A Fúria do Herói, em Portugal) estrelado por Sylvester Stallone e roteiro de Michael Kozoll, William Sackheim e Sylvester Stallone.
Morrell continuou a escrever outros romances, incluindo The Brotherhood of the Rose (1984), a primeira de uma trilogia de romances, que foi adaptada em uma minissérie de 1989 da NBC estrelada por Robert Mitchum. Desistiu de seu mandato na universidade em 1986 para se dedicar a escrita em tempo integral.
David Morrell é o co-fundador e co-presidente da organização International Thriller Writers.

## Vida pessoal
O filho adolescente de Morrell, Matthew, morreu de sarcoma de Ewing, uma forma rara de câncer ósseo, em 1987. O trauma de sua perda influenciou o trabalho de Morrell, em particular em suas memórias de ficção criativa sobre Matthew, Fireflies: A Father’s Tale of Love and Loss e em Desperate Measures, aonde o protagonista do livro também experimenta a perda de um filho.
Segundo seu site oficial, Morrell é graduado pela National Outdoor Leadership School para a sobrevivência na selva, bem como pela G. Gordon Liddy Academy of Corporate Security. Ele também é membro vitalício honorário da Special Operations Association and the Association of Intelligence Officers.
De acordo com seu site, ele foi treinado para lidar com armas de fogo, negociação de crise, assumir identidades, proteção executiva e direção defensiva, entre inúmeras outras habilidades de ação que ele descreve em seus romances. Ele ganhou uma licença da FAA para pilotar seu próprio pequeno avião como parte da pesquisa de seu romance de 2009, The Shimmer.
Morrell que nasceu no Canadá, naturalizou-se americano em 1993.
Morrell recebeu o Prêmio ThrillerMaster de 2009 da ITW.

### Rambo
- First Blood (1972) ISBN 0446364401
- Rambo: First Blood Part II (1985) - romantização baseada no roteiro de Sylvester Stallone e James Cameron para o filme de mesmo nome. ISBN 0515083992
- Rambo III (1988)  - romantização baseada no roteiro de Sylvester Stallone e Sheldon Lettich para o filme de mesmo nome. ISBN 0515093335

### The Brotherhood of the Rose
- The Brotherhood of the Rose (1984) ISBN 0449206610 - No Brasil lançado como A Irmandade da Rosa
- The Fraternity of the Stone (1985) ISBN 0449209733 - No Brasil lançado como A Fraternidade de Pedra ISBN 9788585091118
- The League of Night and Fog (1987) ISBN 0449213714 - No Brasil lançado como A Névoa e a Noite
- The Abelard Sanction - conto publicado na antologia Thriller: Stories To Keep You Up All Night (2006) ISBN 1741163358

### Frank Balenger
- Creepers (2005) ISBN 1593153570
- Scavenger (2007) ISBN 1593154836

### Thomas de Quincey
- Murder as a Fine Art (2013) ISBN 031621678X
- The Opium Eater: A Thomas De Quincey Story (conto lançado em e-book) (2015) ASIN B0157VRVV2
- Inspector of the Dead (2015) ISBN 0316323934
- Ruler of the Night (2016) ISBN 9780316307901

### Coleção de contos
- Black Evening[8] (1999) ISBN 0446608645
- Nightscape[9] (2004) ISBN 075532174X
- Before I Wake[10] (2019) ISBN 9781596069121

## Não-ficção
- John Barth: An Introduction (1976) ISBN 027101220X
- Fireflies (1988) ISBN 1937760294
- Lessons from a Lifetime of Writing: A Novelist Looks at His Craft (2002) ISBN 1582972702
- Rambo and Me: The Story Behind the Story (2012) - livro de não-ficção sobre a criação do personagem John Rambo. ISBN 9781937760199

## Histórias em quadrinhos
- Captain America: The Chosen #1-6: Minisérie em quadrinhos publicada em 6 edições pelo Marvel Knights, selo da Marvel Comics de novembro de 2007 a março de 2008. Com roteiro de David Morrell e arte por Mitch Breitweiser.[11][12] Posteriormente coletados e publicado em um volume único.[13]
  - Captain America: The Chosen #1 - Chapter One: Now You See Me, Now You Don't (novembro de 2007)
  - Captain America: The Chosen #2 - Chapter 2: The Shape of Nightmares (novembro de 2007)
  - Captain America: The Chosen #3 - Out of Body--Out of Mind (dezembro de 2007)
  - Captain America: The Chosen #4 - Chapter Four: Fear in a Handful of Dust (dezembro de 2007)
  - Captain America: The Chosen #5 - Chapter Five: The Crucible (fevereiro de 2008)
  - Captain America: The Chosen #6 - Chapter Six: Multitude (março de  2008)
  - Captain America: The Chosen (#1-6) (2008) ISBN 9780785132929

- The Amazing Spider-Man #700.1 e #700.2: História em duas partes, com arte de Klaus Janson e roteiro de David Morrell, publicado por Marvel Comics. Em maio de 2014 foi junto a outras histórias publicada no encadernado Amazing Spider-Man: Peter Parker - The One and Only.[14] ISBN 9780785190103
  - The Amazing Spider-Man #700.1 - Frost Part One (fevereiro de 2014)[15]
  - The Amazing Spider-Man #700.2 - Frost Part Two (fevereiro de 2014)[16] (2013–2014)

- Savage Wolverine #23: Série em quadrinhos publicada entre março de 2013 e novembro de 2014, com um total de 23 números, publicado pela Marvel Comics. David Morrell escreveu o roteiro da edição de número 23.[17] Publicado no encadernado Savage Wolverine, Volume 4: The Best There Is que compila as histórias de Savage Wolverine #18 a 23.[18]

## Premiações
| Ano  | Premiação           | Categoria                            | Trabalho                                 | Resultado | Ref.   |
| ---- | ------------------- | ------------------------------------ | ---------------------------------------- | --------- | ------ |
| 1984 | World Fantasy Award | Best Short Fiction                   | The Hundred-Year Christmas               | Indicado  | [ 19 ] |
| 1986 | World Fantasy Award | Best Novella                         | Dead Image                               | Indicado  | [ 20 ] |
| 1988 | Bram Stoker Awards  | Superior Achievement in Long Fiction | Orange Is for Anguish, Blue for Insanity | Venceu    | [ 21 ] |
| 1991 | Bram Stoker Awards  | Superior Achievement in Long Fiction | The Beautiful Uncut Hair of Graves       | Venceu    | [ 22 ] |
| 1992 | Bram Stoker Awards  | Superior Achievement in Long Fiction | Nothing Will Hurt You                    | Indicado  | [ 23 ] |
| 1992 | Bram Stoker Awards  | Superior Achievement in Long Fiction | The Shrine                               | Indicado  | [ 23 ] |
| 2005 | Bram Stoker Awards  | Superior Achievement in Novel        | Creepers                                 | Venceu    | [ 24 ] |